# Син Да Ун
Син Да Ун (кор. 신다운, р.5 марта 1993 в Пусане) — южнокорейский шорт-трекист, 4-кратный чемпион мира, в том числе абсолютный чемпион мира 2013 года. Участвовал на Олимпийских играх 2014 года.

## Спортивная карьера
Син Да Ун родился в 1993 году в Пусане, где и начал кататься на коньках в возрасте 6 лет. Его родители поощряли его начать кататься на коньках. 
В 2011 году он попал в национальную команду по шорт-треку, и принял участие на Кубке мира сезона 2011/12, где занял  2-е место в беге на 1500 метров в общем зачёте. В 2012 году на чемпионате мира в Шанхае завоевал бронзовые медали на дистанциях 1500 метров и в эстафете. Через на чемпионате мира в Дебрецене он выиграл золотые медали на дистанциях 1000 м и 1500 м, и стал абсолютным чемпионом 2013 года в многоборье. На Кубке мира стал 3-м в итоговом зачёте в беге на 1500 метров.
На Кубке мира в сезоне 2014/15 занял первое место в общем рейтинге сезона и одержал победу в общем зачете Кубка мира. На Олимпийских играх в Сочи Син в беге на 1500 м он не прошел в финал из-за падения, а на 1000 м вышел в финал, но не смог выиграть медаль из-за дисквалификации. В марте 2014 года занял 11-е место в общем зачёте и 4-е в эстафете на чемпионате мира в Москве. 
Он был дисквалифицирован на один сезон из-за разногласий по поводу избиения своего юниора, и он не показал хороших результатов в сезоне 2016-2017 годов, но смог занять 2-е место в отборе в национальную сборную и вошёл в её состав. В 2017 году он вернулся в сборную и в феврале на зимних Азиатских играх в Саппоро выиграл серебряные медали в беге на 1000 м и в эстафете. В марте выиграл ещё золотую медаль на дистанции 1500 метров на чемпионате мира в Роттердаме. 
Син Да Ун не смог отобраться в национальную команду на сезон 2017-2018 годов и поступил в спортивный отряд Вооруженных сил (Сангму). Проблема заключалась в том, что, когда он был в Сангму, то должен был пройти допинг-тест, проводимый Антидопинговой комиссией, в течение 18 месяцев, но не мог этого сделать из-за неизбежных обстоятельств. Поэтому его отстранили от международных соревнований на два года. Правда потом сократили до одного года. Он служил целый год на военной базе Мунгён. Тренер мэрии Ыйджонбу Квон Ён Чхоль порекомендовал ему снова заняться шорт-треком. 
В ноябре 2021 года выиграл золотую медаль в беге на 3000 метров в соревнованиях на 37-м Кубке Президента и надеялся вновь быть в сборной.